# Estadio Alfredo Beranger
El estadio Alfredo Martín Beranger es un recinto deportivo que se encuentra ubicado en la localidad de Turdera, partido de Lomas de Zamora, provincia de Buenos Aires, Argentina. Fue inaugurado el 13 de abril de 1924 y es propiedad del Club Atlético Temperley.

## Historia
En homenaje a quien fuera presidente de la institución en la década de 1920, el estadio fue bautizado como «Alfredo Beranger», quien había conseguido los terrenos donde se asienta el recinto en 1922, poniendo en garantía su propio patrimonio.
A la primera construcción de la tribuna que da a la Avenida 9 de Julio, que corresponde a principios de la década de 1930, se sumó la reconstrucción total de la misma con material de hormigón en el año 1947, mientras que una década después, es decir en 1957, se crearon tanto la platea como la cabecera contraria. 
El Beranger cuenta en 2019 con una capacidad de 18 000 espectadores, 
En el año 2005 se llevó a cabo la obra de iluminación del Alfredo Beranger, en la cual se festejó con un partido amistoso frente a River Plate, con victoria de Temperley por 2 a 1. En el año 2012 se realizó una remodelación de la platea.
El primer partido oficial en horario nocturno fue por la primera fecha de la temporada 2005/06 donde el local recibió a Laferrere con victoria para los locales por 1 a 0.
En el 2012, año del centenario del club, se encargó la renovación de las antiguas plateas de madera por 2000 butacas plásticas. Algunas de las viejas plateas fueron vendidas como recuerdo a cargo de la subcomisión de obras, mientras que el resto fueron incineradas.

## Ampliación y remodelación del estadio
En el año 2015 se decide nombrar a la "tribuna de las vías" como Mariano Biondi, en homenaje al fallecido jugador quien fuera hincha del club Temperley y que lograra el ascenso a la primera división en 1974, como jugador y el ascenso a la B metropolitana como DT en 1993 luego de la quiebra. El 18/02/2016 se inaugura la Tribuna Mariano Biondi ocasión en la que el Club Atlético Temperley enfrentó al Club atlético Lanús con victoria de la visita por 1-0 en el marco del torneo de transición de primera división.

## Información útil

### Ingresos y sectores
- Ingreso local:
  - Platea única "Enrique Gilardoni", dividido en 6 sectores A a F. Ingreso por Vicente López y Av. 9 de Julio.
  - Cabecera popular general norte "José Colón Fernández" (también conocida como tribuna de 9 de julio). Ingreso por Dorrego y Av. 9 de Julio.
  - Cabecera popular socios sur "Mariano Pepe Biondi" (también conocida como tribuna de las vías). Ingreso por Vicente López.
- Ingreso visitante:
  - Lateral general (actual socios locales) conocida como tribuna de la barredora (sin nombre oficial). Ingreso por Vicente López.
- Delegación visitante: Ingresa por Avenida 9 de Julio.
- Prensa y Televisación: Ingresa por sede social en Avenida 9 de Julio.
- Prensa escrita: Ingresa por Avenida 9 de Julio.

### Cómo llegar[6]
- Colectivos: 51, 74, 79, 160, 164, 266, 278, 318, 338 "La Costera", 549.
- Tren:: Estación Temperley
  - Ferrocarril Roca. Ramales:
    - Plaza Constitución-Glew
    - Plaza Constitución-Claypole
    - Plaza Constitución-Alejandro Korn
    - Plaza Constitución-Ezeiza.
    - Haedo - Temperley
- Auto: 
  - Tomar la Avenida 9 de Julio desde:
    - Avenida Hipólito Yrigoyen al 11.000.
    - Avenida Almirante Brown al 3.500.
    - Desde Camino de Cintura, doblar en la rotonda por Antártida Argentina hasta Av. Hipólito Yrigoyen.

  - Tomar la calle Dorrego desde:
    - Avenida Hipólito Yrigoyen al 10.200.
    - Av. Meeks al 1400, doblar por Mariano moreno hasta Dorrego.

El estadio se sitúa en Avenida 9 de Julio 360, intersección con Dorrego al 900, a 7 cuadras de la estación de trenes Temperley.